# Transkripční preiniciační komplex

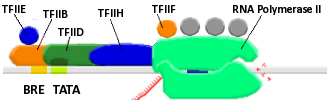
Preiniciační komplex ve finální podobě

Preiniciační komplex (PIC) je bílkovinný komplex vyskytující se v chromatinu jaderných organismů, který je složený z několika transkripčních faktorů, jež se v uspořádaném sledu vážou na RNA polymerázu II a umožňují v konečném důsledku efektivní spuštění transkripce protein-kódujících genů. Součástí preiniciačního komplexu je šest tzv. obecných transkripčních faktorů – TFIIA, TFIIB, TFIID, TFIIE, TFIIF a TFIIH, ačkoliv TFIIA není zcela nezbytný.
Prvním krokem je navázání TFIID na specifickou sekvenci v promotorových oblastech genů, která se označuje jako TATA box. Nejdůležitější část TFIID se jmenuje TATA vazebný protein, který je dokonce dostatečný pro bazální transkripci. Na TFIID se váže faktor TFIIA, což upevňuje vazbu komplexu na DNA. V dalším kroku se naváže TFIIB, který je schopen interagovat nejen s TFIID, ale i se samotnou DNA a také s RNA polymerázou II. Následně se na tento komplex může navázat RNA polymeráza II (v komplexu ještě s TFIIF). V posledním kroku dojde k připojení faktoru TFIIH a jeho stimulačního faktoru TFIIE – společně umožňují další utužení vazby komplexu na DNA a také navozují připojení helikáz, které rozplétají promotorovou DNA. RNA polymeráza II poté již může transkribovat prvních pár nukleotidů.